# Melanoplus
Melanoplus is een geslacht van rechtvleugeligen uit de familie veldsprinkhanen (Acrididae). De wetenschappelijke naam is gepubliceerd in 1873 door Stål.

## Soorten
Melanoplus omvat de volgende soorten:
- Melanoplus ablutus Scudder, 1899
- Melanoplus acidocercus Hebard, 1919
- Melanoplus acrophilus Hebard, 1935
- Melanoplus adelogyrus Hubbell, 1932
- Melanoplus alabamae Hebard, 1920
- Melanoplus alexanderi Hilliard, 2001
- Melanoplus alpinus Scudder, 1897
- Melanoplus angularis Little, 1932
- Melanoplus angustipennis Dodge, 1877
- Melanoplus apalachicolae Hubbell, 1932
- Melanoplus aridus Scudder, 1878
- Melanoplus arizonae Scudder, 1878
- Melanoplus artemisiae Scudder, 1897
- Melanoplus ascensor Scudder, 1897
- Melanoplus ascensus Scudder, 1899
- Melanoplus aspasmus Hebard, 1919
- Melanoplus attenuatus Scudder, 1897
- Melanoplus bakeri Hebard, 1932
- Melanoplus beameri Hebard, 1932
- Melanoplus benni Otte, 2002
- Melanoplus bernardinae Hebard, 1920
- Melanoplus birchimi Rentz, 1978
- Melanoplus bispinosus Scudder, 1897
- Melanoplus bivittatus Say, 1825
- Melanoplus borealis Fieber, 1853
- Melanoplus bowditchi Scudder, 1878
- Melanoplus bruneri Scudder, 1897
- Melanoplus buxtoni Strohecker, 1963
- Melanoplus calidus Scudder, 1899
- Melanoplus cameronis Roberts, 1947
- Melanoplus cancri Scudder, 1897
- Melanoplus cantralli Dakin, 1966
- Melanoplus carnegiei Morse, 1904
- Melanoplus caroli Gurney & Helfer, 1960
- Melanoplus cedarense Otte, 2012
- Melanoplus celatus Morse, 1904
- Melanoplus cherokee Hebard, 1935
- Melanoplus chichimecus Fontana & Buzzetti, 2007
- Melanoplus chimariki Gurney & Buxton, 1963
- Melanoplus chiricahuae Hebard, 1922
- Melanoplus chumash Rentz, 1978
- Melanoplus cimatario Fontana & Buzzetti, 2007
- Melanoplus cinereus Scudder, 1878
- Melanoplus clypeatus Scudder, 1877
- Melanoplus complanatipes Scudder, 1897
- Melanoplus confusus Scudder, 1897
- Melanoplus cuneatus Scudder, 1897
- Melanoplus daemon Strohecker, 1963
- Melanoplus dakini Hilliard, 2001
- Melanoplus davisi Hebard, 1918
- Melanoplus dawsoni Scudder, 1875
- Melanoplus dealbatus Scudder, 1899
- Melanoplus debilis Scudder, 1899
- Melanoplus deceptus Morse, 1904
- Melanoplus decoratus Morse, 1904
- Melanoplus decorus Scudder, 1897
- Melanoplus desultorius Rehn, 1907
- Melanoplus devastator Scudder, 1878
- Melanoplus devius Morse, 1904
- Melanoplus diablo Rentz, 1978
- Melanoplus differentialis Thomas, 1865
- Melanoplus digitifer Hebard, 1936
- Melanoplus dimidipennis Bruner, 1904
- Melanoplus diminutus Scudder, 1897
- Melanoplus discolor Scudder, 1878
- Melanoplus divergens Morse, 1904
- Melanoplus dodgei Thomas, 1871
- Melanoplus edeva Rentz, 1978
- Melanoplus elaphrus Strohecker, 1963
- Melanoplus elater Strohecker, 1963
- Melanoplus eremitus Strohecker, 1963
- Melanoplus eumera Hebard, 1920
- Melanoplus eurycercus Hebard, 1920
- Melanoplus fasciatus Walker, 1870
- Melanoplus femurnigrum Scudder, 1899
- Melanoplus femurrubrum De Geer, 1773
- Melanoplus flabellatus Scudder, 1878
- Melanoplus flavidus Scudder, 1878
- Melanoplus foedus Scudder, 1878
- Melanoplus forcipatus Hubbell, 1932
- Melanoplus foxi Hebard, 1923
- Melanoplus franciscanus Scudder, 1899
- Melanoplus fricki Strohecker, 1960
- Melanoplus frigidus Boheman, 1846
- Melanoplus fultoni Hebard, 1922
- Melanoplus furcatus Scudder, 1897
- Melanoplus gaspesiensis Vickery, 1970
- Melanoplus geniculatus Scudder, 1897
- Melanoplus gladstoni Scudder, 1897
- Melanoplus glaucipes Scudder, 1875
- Melanoplus goedeni Gurney & Buxton, 1968
- Melanoplus gordonae Vickery, 1969
- Melanoplus gracilipes Scudder, 1897
- Melanoplus gracilis Bruner, 1876
- Melanoplus gurneyi Strohecker, 1960
- Melanoplus haigi Gurney & Buxton, 1968
- Melanoplus harperi Gurney & Buxton, 1965
- Melanoplus herbaceus Bruner, 1893
- Melanoplus hesperus Hebard, 1919
- Melanoplus hinei Thomas, 1930-1939
- Melanoplus hubbelli Hebard, 1935
- Melanoplus hupah Strohecker & Helfer, 1963
- Melanoplus huporeus Hebard, 1919
- Melanoplus huroni Blatchley, 1898
- Melanoplus idaho Hebard, 1935
- Melanoplus immunis Scudder, 1899
- Melanoplus impudicus Scudder, 1897
- Melanoplus inconspicuus Caudell, 1902
- Melanoplus indicifer Hubbell, 1933
- Melanoplus indigens Scudder, 1897
- Melanoplus infantilis Scudder, 1878
- Melanoplus ingrami Hill, 2010
- Melanoplus islandicus Blatchley, 1898
- Melanoplus jucundus Scudder, 1876
- Melanoplus juvencus Scudder, 1897
- Melanoplus kasadi Gurney & Buxton, 1968
- Melanoplus keeleri Thomas, 1874
- Melanoplus keiferi Gurney & Buxton, 1963
- Melanoplus kennicotti Scudder, 1878
- Melanoplus lakinus Scudder, 1878
- Melanoplus lanthanus Hewitt & Skoog, 1970
- Melanoplus latifercula Caudell, 1903
- Melanoplus lemhiensis Hebard, 1935
- Melanoplus lepidus Scudder, 1897
- Melanoplus ligneolus Scudder, 1899
- Melanoplus lilianae Otte, 2002
- Melanoplus lithophilus Gurney & Buxton, 1965
- Melanoplus littoralis Roberts, 1942
- Melanoplus longicornis Saussure, 1861
- Melanoplus longipsolus Rentz, 1978
- Melanoplus lovetti Fulton, 1930
- Melanoplus ludivinae Fontana, Buzzetti & Mariño-Pérez, 2011
- Melanoplus macclungi Rehn, 1946
- Melanoplus madeleineae Vickery & Kevan, 1977
- Melanoplus magdalenae Hebard, 1935
- Melanoplus mancus Smith, 1868
- Melanoplus mantua Otte, 2012
- Melanoplus marginatus Scudder, 1876
- Melanoplus marshallii Thomas, 1875
- Melanoplus mastigiphallus Strohecker, 1941
- Melanoplus meridae Roberts, 1942
- Melanoplus meridionalis Scudder, 1897
- Melanoplus mexicanus Saussure, 1861
- Melanoplus microtatus Hebard, 1919
- Melanoplus middlekauffi Rentz, 1978
- Melanoplus militaris Scudder, 1897
- Melanoplus mirus Rehn & Hebard, 1916
- Melanoplus missoulae Hebard, 1936
- Melanoplus mixes Fontana, Buzzetti & Mariño-Pérez, 2011
- Melanoplus montanus Thomas, 1873
- Melanoplus morsei Blatchley, 1903
- Melanoplus muricolor Strohecker, 1960
- Melanoplus murieta Rentz, 1978
- Melanoplus nanciae Deyrup, 1997
- Melanoplus nanus Scudder, 1899
- Melanoplus neomexicanus Scudder, 1902
- Melanoplus nigrescens Scudder, 1877
- Melanoplus nitidus Scudder, 1897
- Melanoplus novato Rentz, 1978
- Melanoplus nubilus Rehn & Hebard, 1916
- Melanoplus oaxacae Fontana, Buzzetti & Mariño-Pérez, 2011
- Melanoplus obespsolus Rentz & Weissman, 1981
- Melanoplus occidentalis Thomas, 1872
- Melanoplus oklahomae Hebard, 1937
- Melanoplus olamentke Hebard, 1920
- Melanoplus ordwayae Deyrup, 1997
- Melanoplus oregonensis Thomas, 1875
- Melanoplus oreophilus Hebard, 1920
- Melanoplus ostentus Gurney & Buxton, 1968
- Melanoplus pachycercus Hebard, 1935
- Melanoplus packardii Scudder, 1878
- Melanoplus papyraedus Strohecker, 1963
- Melanoplus payettei Hebard, 1936
- Melanoplus pegasus Hebard, 1919
- Melanoplus peninsularis Hubbell, 1932
- Melanoplus perezi Otte, 2012
- Melanoplus picropidzae Hebard, 1937
- Melanoplus pictus Scudder, 1897
- Melanoplus pinaleno Hebard, 1937
- Melanoplus pinctus Scudder, 1897
- Melanoplus pinicola Fulton, 1930
- Melanoplus platycercus Hebard, 1920
- Melanoplus plebejus Stål, 1878
- Melanoplus ponderosus Scudder, 1875
- Melanoplus primaestivus Dakin, 1966
- Melanoplus propinquus Scudder, 1897
- Melanoplus puer Scudder, 1878
- Melanoplus punctulatus Uhler, 1862
- Melanoplus pygmaeus Davis, 1915
- Melanoplus quercicola Hebard, 1918
- Melanoplus querneus Rehn & Hebard, 1916
- Melanoplus reflexus Scudder, 1897
- Melanoplus regalis Dodge, 1876
- Melanoplus rehni Hebard, 1920
- Melanoplus rentzi Otte, 1995
- Melanoplus repetinus Hebard, 1935
- Melanoplus reyesensis Rentz, 1978
- Melanoplus rileyanus Scudder, 1897
- Melanoplus rotundipennis Scudder, 1878
- Melanoplus rugglesi Gurney, 1949
- Melanoplus rusticus Stål, 1878
- Melanoplus salmonis Hebard, 1935
- Melanoplus saltator Scudder, 1897
- Melanoplus sanguinipes Fabricius, 1798
- Melanoplus scapularis Rehn & Hebard, 1916
- Melanoplus scitulus Scudder, 1897
- Melanoplus scudderi Uhler, 1864
- Melanoplus seminole Hubbell, 1932
- Melanoplus serrulatus Hebard, 1937
- Melanoplus similis Morse, 1904
- Melanoplus siskiyou Strohecker, 1963
- Melanoplus snowii Scudder, 1897
- Melanoplus solitarius Buzzetti, Barrientos Lozano & Fontana, 2010
- Melanoplus solitudinis Hebard, 1935
- Melanoplus sonomaensis Caudell, 1905
- Melanoplus splendidus Hebard, 1920
- Melanoplus stegocercus Rehn & Hebard, 1916
- Melanoplus stonei Rehn, 1904
- Melanoplus strumosus Morse, 1904
- Melanoplus sumichrasti Saussure, 1861
- Melanoplus sylvaticus McNeill, 1899
- Melanoplus sylvestris Morse, 1904
- Melanoplus symmetricus Morse, 1904
- Melanoplus tendoyense Otte, 2012
- Melanoplus tepidus Morse, 1906
- Melanoplus tequestae Hubbell, 1932
- Melanoplus terminalis Scudder, 1897
- Melanoplus texanus Scudder, 1878
- Melanoplus thomasi Scudder, 1897
- Melanoplus torridus Roberts, 1947
- Melanoplus tribuloides Morse, 1906
- Melanoplus tribulus Morse, 1904
- Melanoplus trigeminus Strohecker, 1963
- Melanoplus tristis Bruner, 1904
- Melanoplus truncatus Scudder, 1899
- Melanoplus tuberculatus Morse, 1906
- Melanoplus tumidicercus Hubbell, 1932
- Melanoplus tunicae Hebard, 1920
- Melanoplus uinta Otte, 2012
- Melanoplus validus Scudder, 1899
- Melanoplus virgatus Scudder, 1897
- Melanoplus viridipes Scudder, 1897
- Melanoplus vulnus Eades, 1959
- Melanoplus walshii Scudder, 1897
- Melanoplus wappo Rentz, 1978
- Melanoplus warneri Little, 1929
- Melanoplus washingtonius Bruner, 1885
- Melanoplus wilsoni Gurney, 1960
- Melanoplus wintunus Strohecker & Helfer, 1963
- Melanoplus withlacoocheensis Squitier, Deyrup & Capinera, 1998
- Melanoplus yarrowii Thomas, 1875